# Maria Laidoner
Maria Laidoner z domu Kruszewska herbu Abdank (ur. 7 grudnia 1888 w Kruszewie, zm. 12 listopada 1978 w Jämejala, pod Viljandi) – estońska pianistka, żona generała Johana Laidonera, pierwsza dama przedwojennej Republiki Estońskiej.
Pochodziła z polskiej rodziny szlacheckiej. Zdobyła wykształcenie muzyczne, była pianistką i nauczycielką muzyki. Przyszłego męża, współtwórcę państwowości estońskiej, Johana Laidonera poznała w 1904 w Wilnie. 30 października 1911 wzięli ślub. 21 marca 1913 urodził im się syn  Michael. 15 lat później,  20 kwietnia 1928, w nie do końca wyjaśnionych okolicznościach zastrzelił się. Po jego śmierci, Maria z mężem adoptowali jej bratanka, Aleksego Kruszewskiego. 
W kwietniu 1939 odbyła wraz z mężem oficjalną wizytę w Polsce. Po okupacji Estonii przez Armię Czerwoną, 19 lipca 1940 małżeństwo zostało początkowo deportowane przez NKWD w głąb ZSRR, do Penzy, następnie aresztowane. Po 1956 roku władze sowieckie zezwoliły jej na powrót do  Estonii. 
Mówiła biegle w kilku językach europejskich.